# Zentrum für Internationale Lichtkunst

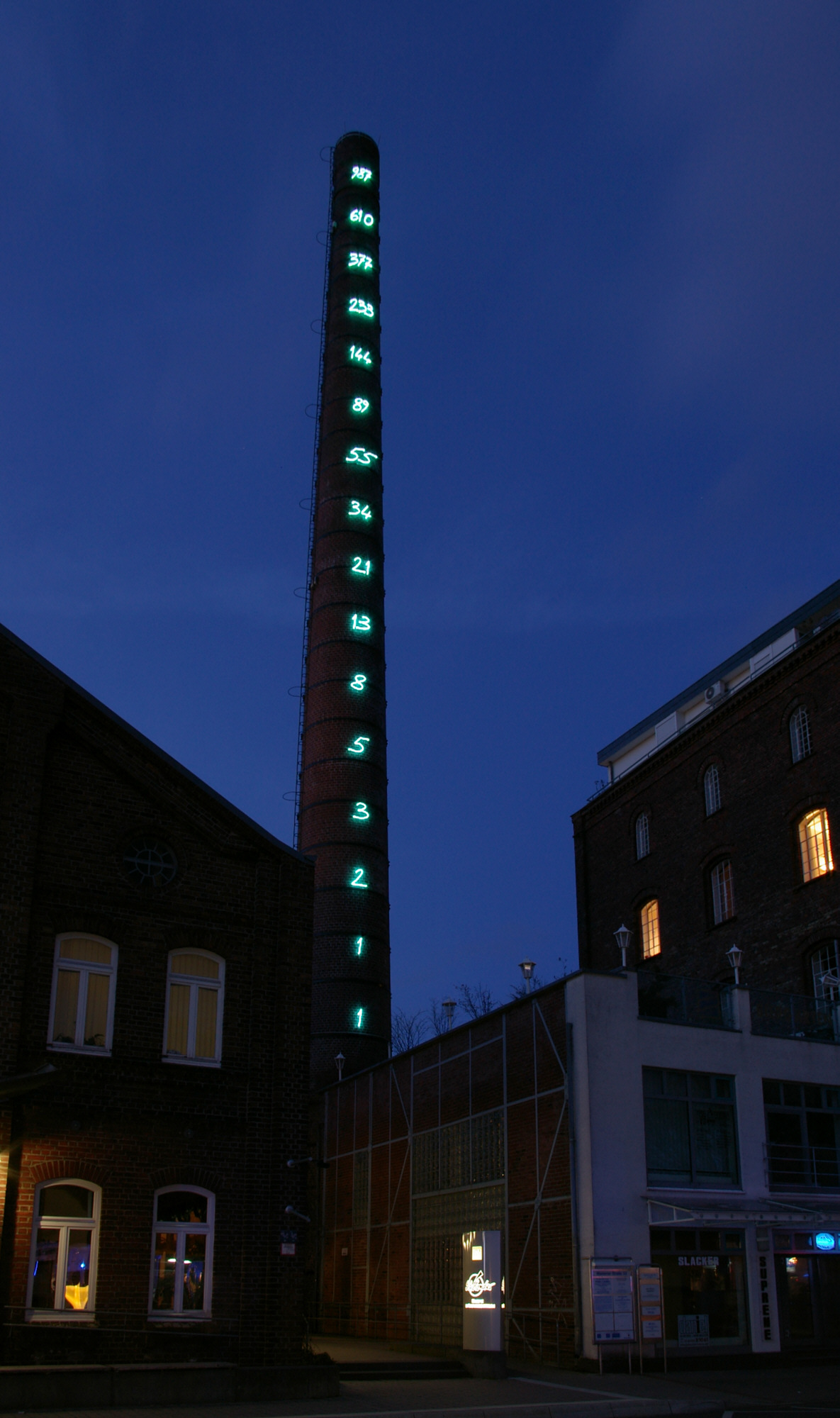
Kamin der ehemaligen Lindenbrauerei (2007)

Das Zentrum für Internationale Lichtkunst in Unna befindet sich seit 2002 in den Gebäuden der ehemaligen Lindenbrauerei. Es ist das weltweit einzige Museum, das sich ausschließlich der Lichtkunst widmet.
Unter anderen haben dort Christian Boltanski, Johannes Dinnebier, Ólafur Elíasson, Rebecca Horn, Joseph Kosuth, Mischa Kuball, Christina Kubisch, Mario Merz, François Morellet, Andreas Oldörp, Keith Sonnier und James Turrell Rauminstallationen in den unterirdischen Gängen, Kühlräumen und Gärbecken realisiert.
Wahrzeichen ist die Lichtinstallation von Fibonacci-Zahlen am Kamin der Brauerei von Mario Merz.

Neben der Präsentation von Dauer- und Wechselausstellungen arbeitet das Zentrum auch als Forum für Diskussionen, es veranstaltet Symposien, Tagungen und Workshops zum Thema Licht. Zudem verleiht das Zentrum in Zusammenarbeit mit der Innogy Stiftung für Energie und Gesellschaft jährlich den  Internationalen Light Award an herausragende Lichtkünstler. Auch beteiligt sich das Zentrum am Projekt Hellweg – ein Lichtweg.

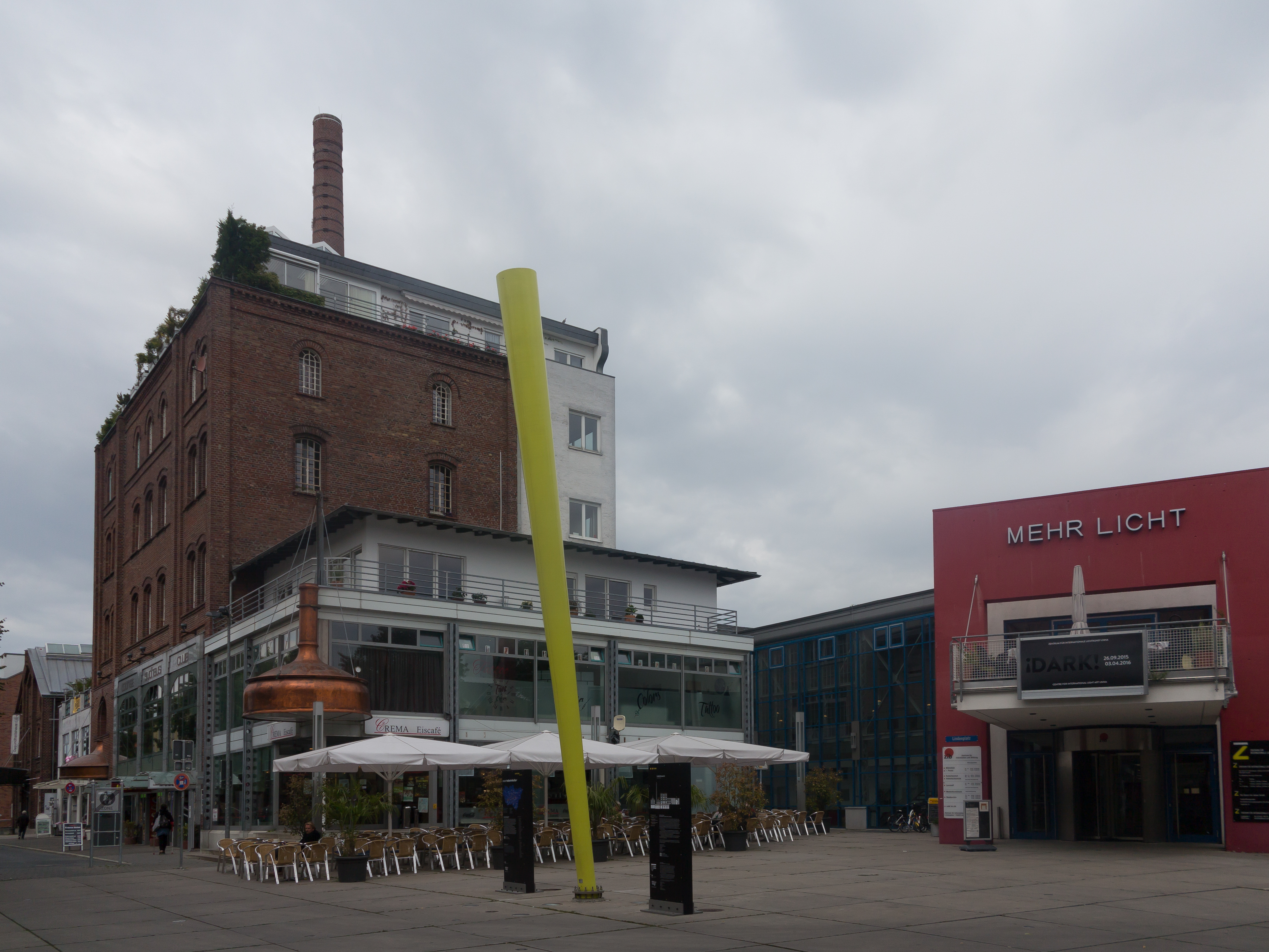
Zentrum für Internationale Lichtkunst (Foto: 2015)

Seit dem 1. Februar 2009 ist eine Camera Obscura des amerikanischen Lichtkünstlers James Turrell Teil der Dauerausstellung. Das Kunstwerk Third Breath, 2005 besteht aus zwei Räumen. Im unteren würfelförmigen Raum (Camera Obscura Space) kann der Besucher auf einer polierten Marmorplatte das Abbild des Himmels beobachten, das durch eine Linse auf den Boden gespiegelt wird. Im oberen zylindrischen Raum (Sky Space) kann der Himmel durch die Deckenöffnung direkt beobachtet werden. Die Eröffnung des Kunstwerkes wurde von einer viermonatigen Ausstellung über den Künstler „James Turrell – Geometrie des Lichts“ begleitet.

## Ausstellungen (Auswahl)
- 2024: Radiant
- 2022/23: HYPERsculptures
- 2017/2018: ¡Bright! mit Björn Dahlem, Molitor & Kuzmin, Pedro Cabrita Reis, Volkhard Kempter[3]
- 2016/2017: MORELLET
- 2016: Switch mit Marion Cziba, Raika Dittmann, Martin Fell, Nicole Fleisch, Karen Fritz, Daniel Hausig, Ida Kammerloch, Octavian Mariutiu, Maria Elena Schmidt, Michael Voigt, Ingo Wendt.[4]
- 2016: ILAA 2015 - THE FUTURE OF LIGHT ART, mit den International Light Art Award-Preisträgern Andreas Muxel & Martin Hesselmeier, Iván Navarro und Dirk Vollenbroich
- 2015/2016: Dark mit Anthony McCall, Diana Ramaekers, Regine Schumann, Vera Röhm, Lucinda Devlin.[5]
- 2013: Words Don’t Come Easily mit Boris Petrovsky, Tsang Kin-Wah, Raqs Media Collective, Jason Rhoades.[6]